# Beyond Einstein
Beyond Einstein: The Cosmic Quest for the Theory of the Universe är en bok av den teoretiska fysikern Michio Kaku, utgiven 1987. Den fokuserar på utvecklingen av supersträngteori, som "skulle" kunna bli en enhetlig fältteori med den starka växelverkan, den svaga växelverkan, elektromagnetismen och gravitationen.